# Durchbruchstal der Tiroler Achen
Das Naturschutzgebiet Durchbruchstal der Tiroler Achen liegt im Landkreis Traunstein in Oberbayern südlich von Ettenhausen, einem Ortsteil der Gemeinde Schleching, entlang der Tiroler Achen. Am östlichen Rand des Gebietes verläuft die B 307 und am südlichen Rand die Staatsgrenze zu Österreich.

## Bedeutung
Das 67,8 ha große Gebiet mit der Nr. NSG-00150.01 wurde im Jahr 1997 unter Naturschutz gestellt.